# Ушер, Генри
Генри Ушер (англ. Henry Ussher, 1741—1790) — ирландский математик и астроном, первый Эндрюсовский профессор астрономии в Тринити-колледже Дублина. Один из создателей Дансинкской обсерватории и её первый директор.

## Биография
Генри был четвёртым сыном Сэмюэля Ушера, священника из Дунганстауна, графство Уиклоу, и его жены Фрэнсис Уолш. В 1761 году получил в Тринити-колледже Дублина степень бакалавра, в 1764 году — магистра, в 1779 году — бакалавра богословия и доктора богословия. В 1769—1770 годах был Донегалльским лектором математики в Тринити-колледже.
В 1783 году был назначен директором создававшейся Дансинкской обсерватории и первым Эндрюсовским профессором астрономии, после чего отправился в Лондон, чтобы заказать у оптика Джесси Рамсдена инструменты для будущей обсерватории. В числе заказанных у Рамсдена инструментов были маленький телескоп с ахроматическим объективом, установленный на полярной оси с гелиостатическим движением; экваториальный круг и другие. Ушер выбрал место для строительства обсерватории в Дансинке под Дублином, разработал проект здания и контролировал его строительство.
В 1785 году Ушер был избран членом Лондонского Королевского общества, а ранее — членом Ирландской королевской академии. Умер в Дублине 8 мая 1790 года и был похоронен в часовне Тринити-колледжа.
Документы, внесенные Ушером в «Труды Королевской ирландской академии», включали «Наблюдения за исчезновением и повторным появлением колец Сатурна в 1789 году». Ушер вычислил период вращения планеты вокруг своей оси в 10 часов 12,5 минут. Был женат на Мэри Берн и оставил трех сыновей и пять дочерей. Старшим его сыном был адмирал Томас Ушер.